# Hugo Trivelli
Hugo Luciano Trivelli Franzolini (San Felipe, 8 de mayo de 1913-Santiago, 24 de marzo de 2005) fue un agrónomo y político democratacristiano chileno, ministro de Estado de dos carteras durante el Gobierno del presidente Eduardo Frei Montalva.
Destacó por su activa participación en el proceso de reforma agraria que llevó adelante en el país la administración falangista.
Fue también representante chileno ante la Organización de las Naciones Unidas para la Alimentación y la Agricultura (FAO).

## Formación y familia
Sus padres fueron Roque Trivelli y Magdalena Franzolini. Su juventud la pasó en su ciudad natal y en Rancagua, lugar en el cual completó sus estudios en el Instituto O'Higgins de los Hermanos Maristas egresando en 1930. Posteriormente estudió agronomía y derecho, realizando destacadas memorias sobre el sector agrícola y forestal en ambas disciplinas.
Estuvo casado con Mercedes Oyarzún, y a través de ella era concuñado del ex-presidente de Chile, Patricio Aylwin, casado con Leonor Oyarzún.
Fue padre del intendente de la Región Metropolitana de Santiago 2001-2005, Marcelo; del presidente de la Empresa de los Ferrocarriles del Estado 1997-1998, Hugo, y de Gonzalo, Pablo, Daniel.

## Vida pública
En sus primeros años de actividad profesional trabajó activamente en el Ministerio de Agricultura de Chile, luego en la Cepal y también en la FAO. En 1953, en la segunda administración del general Carlos Ibáñez del Campo, ocupó el cargo de director general de Agricultura. Finalizó ese ejercicio el año siguiente.
En lo político, en 1957 fue uno de los miembros fundadores del Partido Demócrata Cristiano de Chile.
El 3 de noviembre de 1964 fue nombrado ministro de Agricultura, cargo que ocupó hasta el 3 de noviembre de 1970, cuando finalizó el periodo de su camarada Frei Montalva. En la cartera trabajó activamente en el proceso de Reforma agraria que encaró el país en esos años. También fue ministro de Tierras y Colonización en dos periodos.
En 1990, tras la salida del poder del dictador Augusto Pinochet, fue nombrado embajador de Chile ante la FAO por el primer Gobierno de la Concertación.
Ocupó las presidencias del Colegio de Agrónomos y la Asociación de Economistas Agrarios de Chile. Falleció en 2005 producto de un accidente vascular severo derivado de su avanzada edad.